# キイロヒヒ
キイロヒヒ（黄色狒々、学名：Papio cynocephalus）は、霊長目オナガザル科に分類されるヒヒの1種。エチオピアからソマリア、ケニア、タンザニア、マラウイ、モザンビーク、ザンビアにかけて分布。鼻口部や頭部がイヌと似ているため、種小名は、ギリシャ語で「犬の頭」という意味である。体はやせ形で、長い手脚と黄茶色の毛を持つ。チャクマヒヒと似ているが、若干小さく、鼻口部が短い。毛のない顔と尻は黒く、白い毛で縁取られている。オスは約84cm、メスは約60cmになる。長い尾は、体長とほぼ同程度になる。自然界での寿命は、平均15-20年であり、30年以上生きる個体もある。

## 分類
以下の2つの亜種が知られている。Groves (2005) は3つ目の亜種としてP. c. kindaeを含めていたが、2020年のIUCNレッドリストでは独立種キンダヒヒP. kindaeとして扱われている。
- Papio cynocephalus cynocephalus (Linnaeus, 1766) Central yellow baboon[5]
- Papio cynocephalus ibeanus Thomas, 1893 Northern yellow baboon[6]

## 生態
東アフリカのサバンナや木の少ない森に生息する。昼行性、地上性で、両性の8-200匹からなる複雑な社会性を持つ群れで生活する。他の全てのヒヒと同様に果実を好む雑食性であり、他に植物の葉、種子、草、蕾、樹皮、花、きのこや、ミミズ、幼虫、昆虫、クモ、サソリ、鳥、ネズミや小さな哺乳類も食べる。ヒヒの仲間の全ての種は、機会があった時に食事を行い、見つけたものは全て食べようとする。
ヒヒは、生態系でいくつかの役割を果たす。より大きな捕食者の食糧となるだけではなく、糞により種子を拡散し、またより小さな動物の捕食者となる。またヒヒは、人間の居住地域等、他の動物が生息するのに適さないニッチな場所にも生息することができる。そのため、キイロヒヒはアフリカでもっとも成功した霊長類の1つで、絶滅の危機には瀕していない。しかし、この適応は、多くの地域で害獣とみなされる原因にもなっている。作物や家畜の襲撃、人間の居住地への侵入等のため、大部分のヒヒは、組織的な絶滅プロジェクトの対象となっている。しかし、継続的な生息地の喪失のため、より多くのヒヒが人間の居住地に移動してくるようになった。

## 行動
キイロヒヒは、コミュニケーションのために少なくとも10種類の異なる発声を用いる。群れで移動する時は、オスがリードし、メスと子供は中央の安全な場所に留まり、被支配的オスが最後尾を務める。ヒヒの群れの階級は厳格であり、一部の亜種は、対立や報復を避けることを意図した行動を発達させた。例えば、オスは幼児を、他のオスに近づくためのある種の「パスポート」または盾として用いることがある。あるオスが幼児を抱えてそれを他のオスの近くに掲げる。この行動はしばしば他のオスをなだめ、最初のオスは安全に近づくことができる。キイロヒヒについて活発に研究されている領域は、腸内微生物叢の組成と社会的役割についてである。ある研究者のグループは、社会集団の構成員数と相互作用の割合がヒヒの腸内微生物叢の構成に影響を与えることを発見した。キイロヒヒは食糞性ではないが、毛づくろい期間中の偶発的に糞が口に入ることが原因である可能性があることを示唆した。このような接近時の偶発的な経口での便の摂取は、例えば胞子を形成しない等、環境中で長く生きられない腸内微生物叢の伝搬には特に重要である。別のグループは、オスの分散が移入個体の腸内微生物叢に影響を与える証拠を発見した。移入オスは、食生活の変化や毛づくろい等の社会的関わりを通じて新しい微生物が導入されることで、新しいグループとよく似た腸内細菌叢を獲得する可能性があり、微生物のより直接的な伝搬につながる。

## ギャラリー

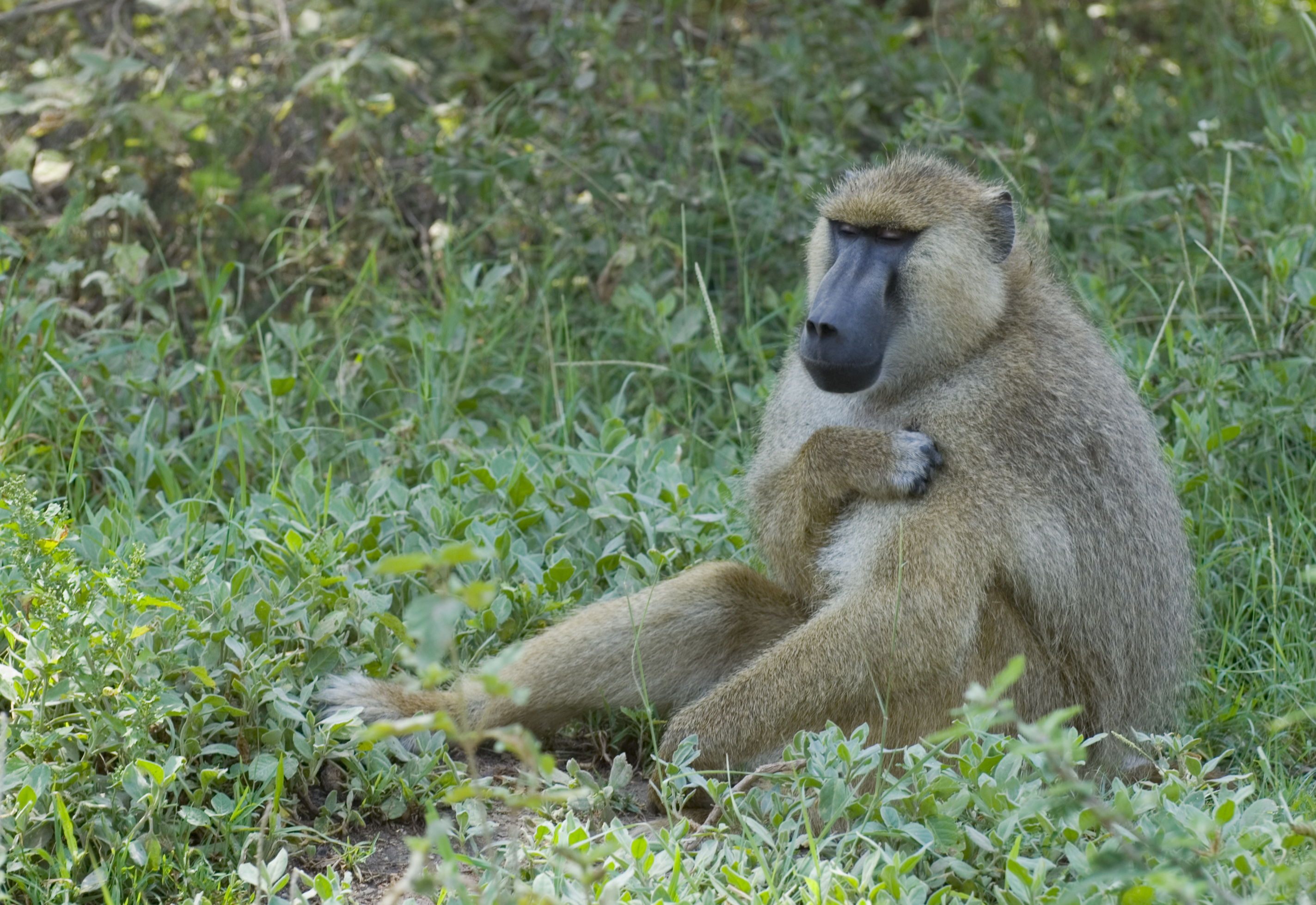
アンボセリ国立公園
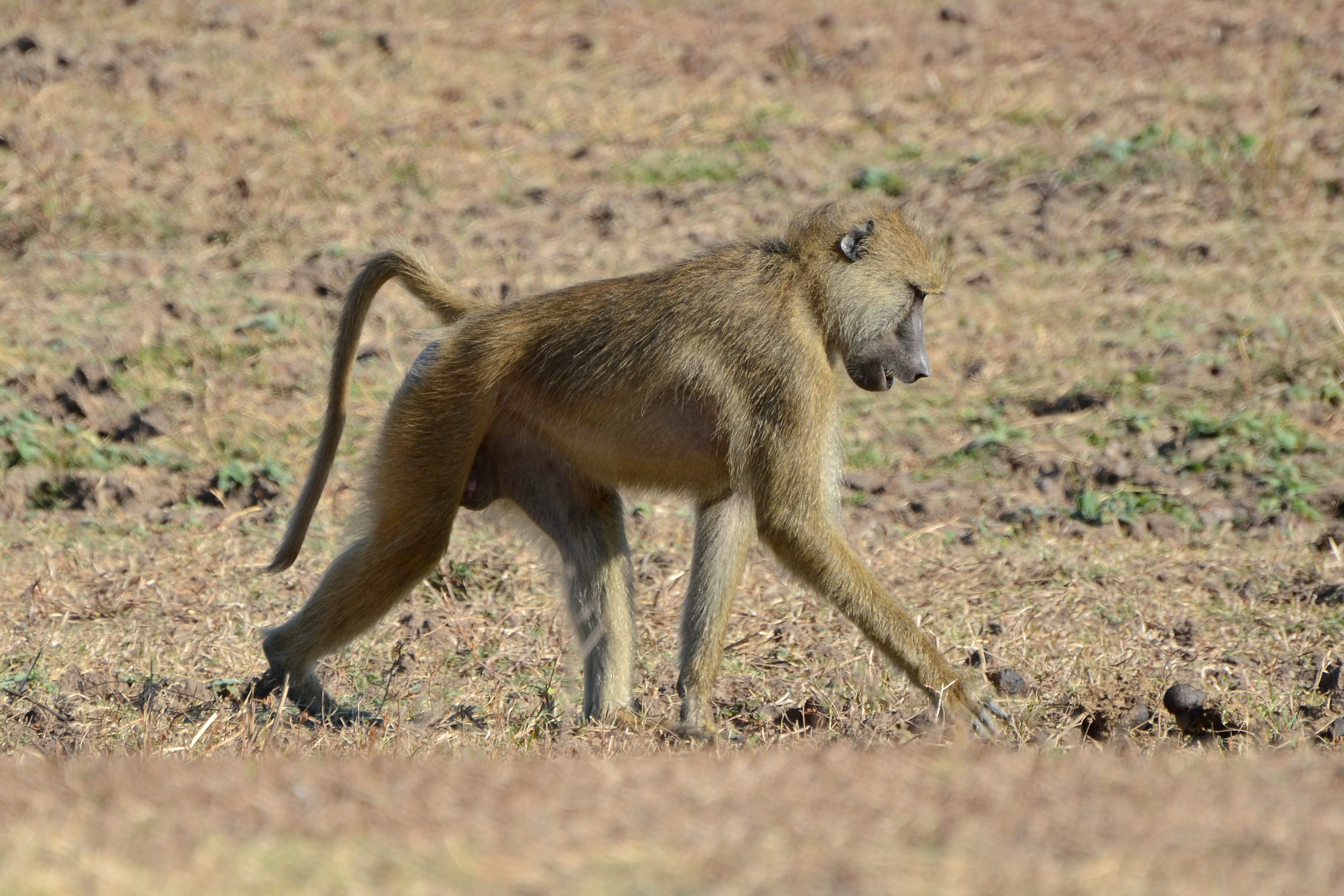
南ルアングア国立公園
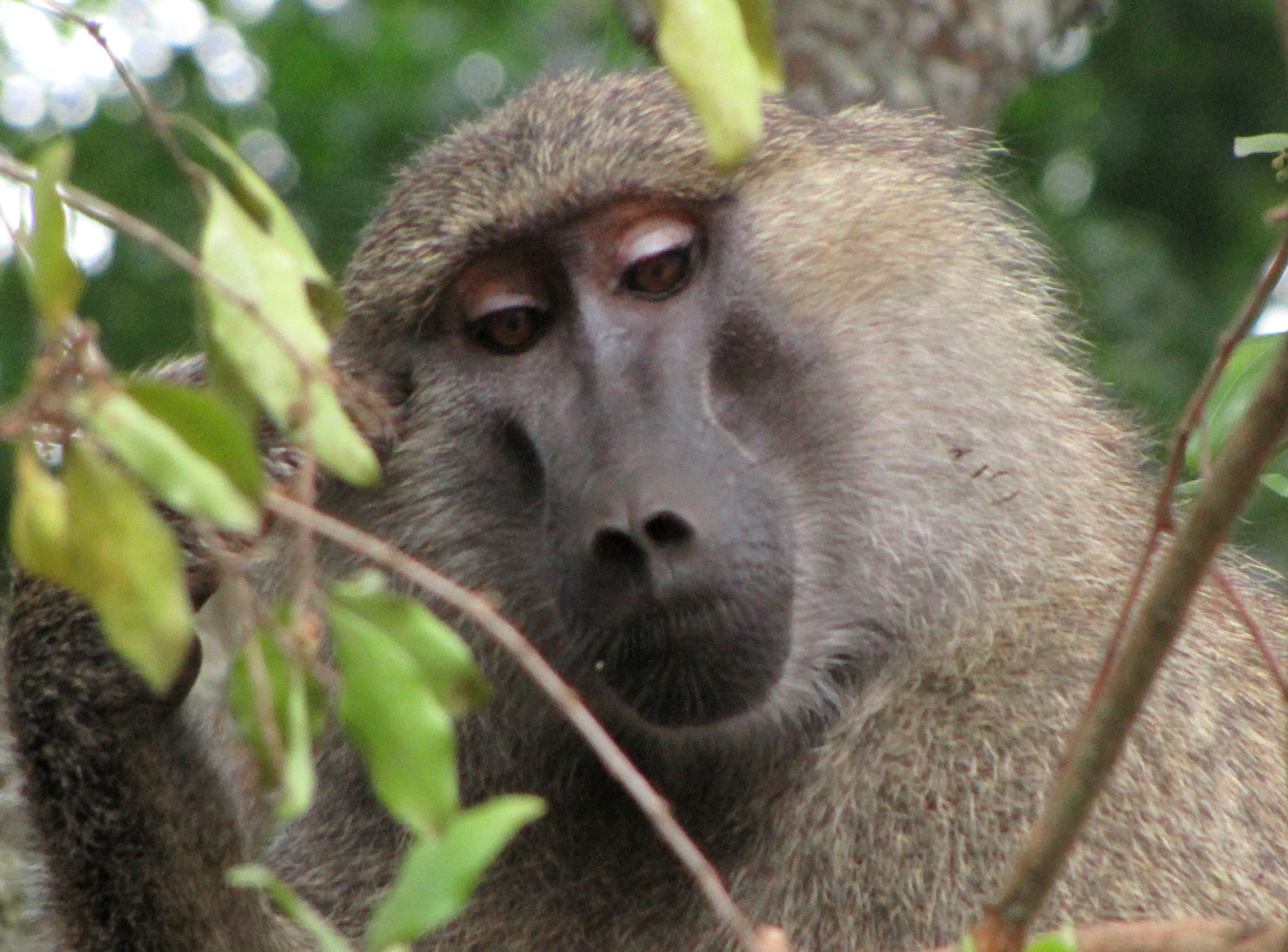
セレンゲティ国立公園